# Бранкович, Константин
Константин Бранкович (серб. Константин Бранковић; 1814—1865) — сербский публицист, педагог и философ.

## Биография
Константин Бранкович родился 25 мая 1814 года в городе Нови-Сад на севере Сербии.
Он воспитывался в Праге и Сегедине, потом изучал богословие в Карловце и философию в Пеште.
По окончании обучения Бранкович был назначен сперва учителем гимназии, а в 1854 году профессором философии Белградского лицея (серб. Београдски Лицеј). В этом учебном заведении он четыре раза занимал должность ректора (1841/42 1846/47, 1851-1853, и 1859-1863).
Константин Бранкович стал одним из инициаторов создания Общества сербской словесности (серб. Друштво српске словесности), в котором неоднократно избирался секретарём и вице-президентом.
В философии он придерживался немецкого идеализма (критический идеализм Канта).
Константин Бранкович умер 22 ноября 1865 года в городе Белграде.

## Избранная библиография
- «Основно-мудpocловjе» (1848);
- «Мислословље или логика за младеж» (Белград; 1849);
- «Природословjе, или физика» (Белград; 1842, 1850);
- «Писмени састави за основне српске школе» (I и II, Белград 1850 и 1860 годы соответственно);
- «Основно мудрословље за слушатеље Велике школе» (Белград, 1851);
- «Мислословље или логика за првогодишње слушатеље мудрословља у Лицеуму Књажества Србского» (Белград 1851);
- «Узкршньа jaja»;
- «Психологjа»;
- «Педагогика».